# Burgstall Obertrubach

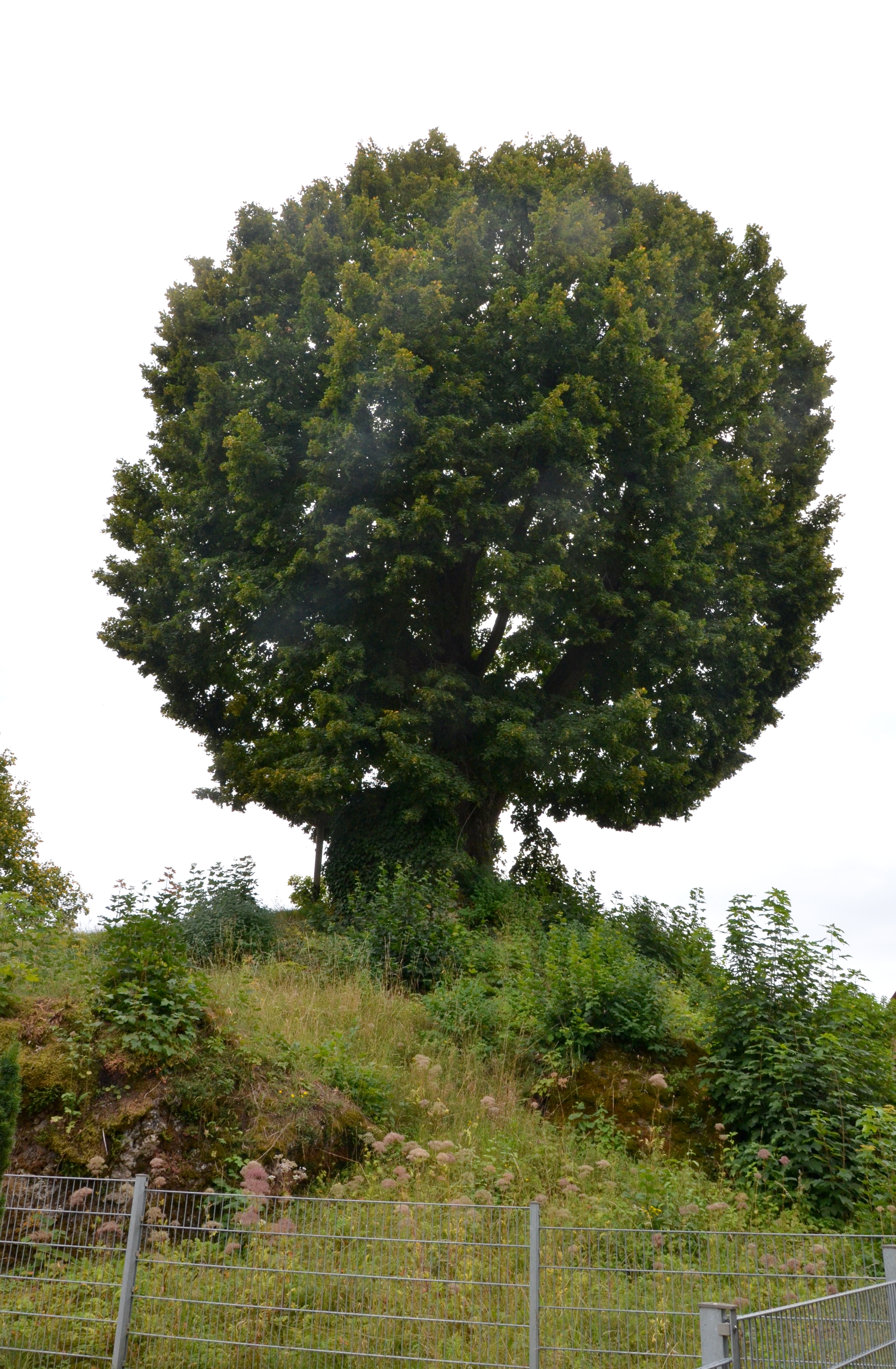
Bereich der Oberburg

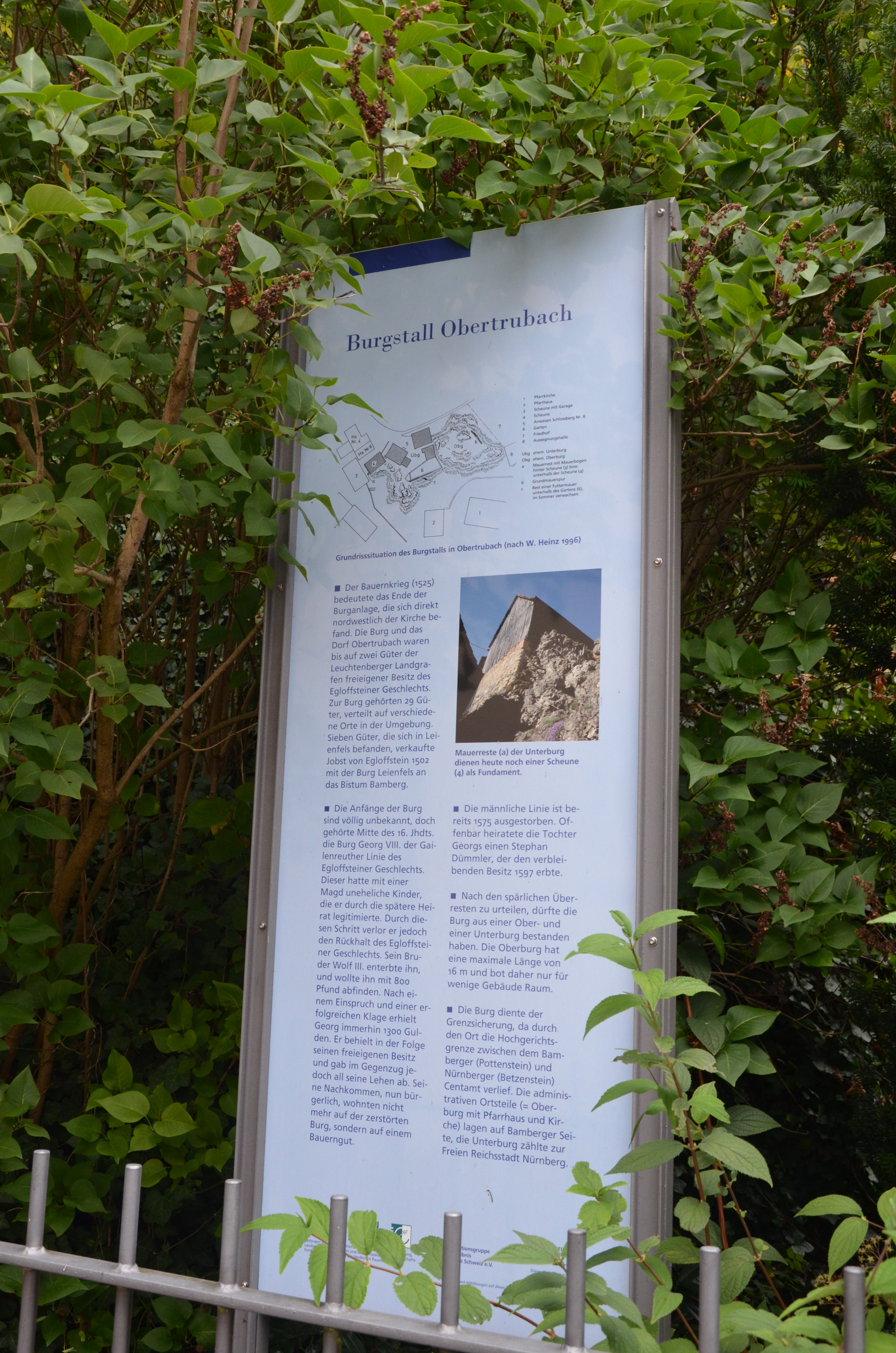
Infotafel im Bereich der Unterburg

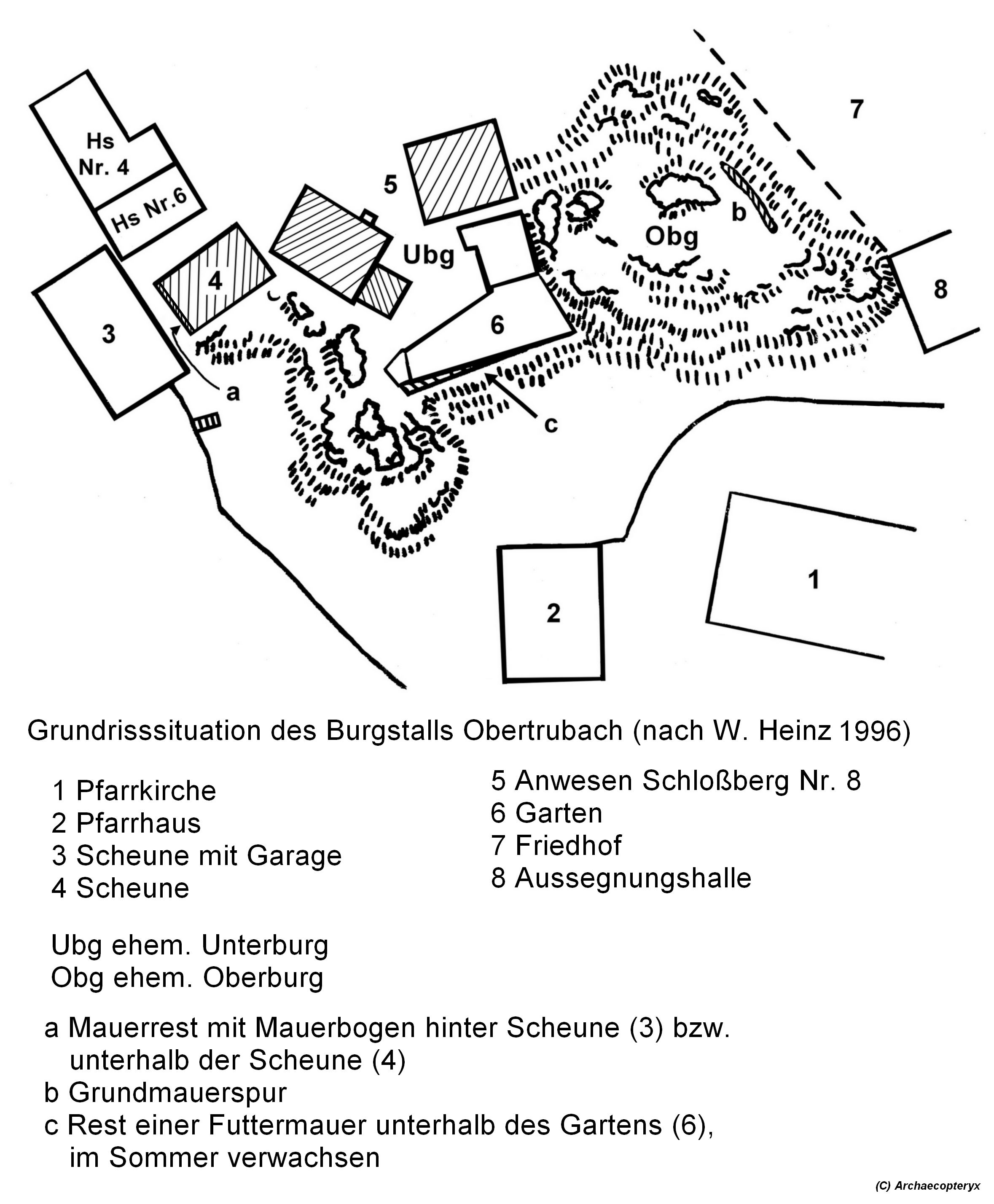
Grundrisssituation des Burgstalls Obertrubach (nach W. Heinz 1996)

Der Burgstall Obertrubach ist eine größtenteils abgegangene Höhenburg im oberfränkischen Obertrubach.

## Geschichte
Die Anfänge der Burg sind unbekannt, vermutlich wurde sie um 1300 erbaut. Sie gehörte Mitte des 16. Jahrhunderts die Burg Georg VIII. der Gailenreuther Linie der Egloffsteiner. Die Burg und das Dorf Obertrubach waren bis auf zwei Güter der Leuchtenberger Landgrafen freieigener Besitz der Egloffsteiner. Zur Burg gehörten 29 Güter, verteilt auf verschiedene Orte in der Umgebung. Sieben Güter verkaufte Jobst von Egloffstein 1502 an das Bistum Bamberg.
Die Burg diente offenbar der Grenzsicherung, da durch Obertrubach die Hochgerichtsgrenze zwischen dem Bamberger Centamt in Pottenstein und dem Nürnberger Centamt in Betzenstein verlief. Vermutlich bedeutete der Bauernkrieg im Jahr 1525, wie für so viele andere Burgen in der Fränkischen Schweiz, das Ende der Burganlage, die sich direkt nordwestlich der Kirche St. Laurentius befand.

## Aufbau
Nach den geringen Überresten und der Reliefsituation zu urteilen, bestand die Burg aus einer Ober- und Unterburg. Die Oberburg hatte eine maximale Länge von 16 Metern und bot wohl nur für wenige Gebäude Platz.